# Eimeria danailovi
Eimeria danailovi nnależy do królestwa protista, rodziny Eimeriidae, rodzaj Eimeria. Wywołuje u kaczek chorobę pasożytniczą - kokcydiozę. Eimeria danailovi pasożytuje w jelicie cienkim.